# Roko Belic
Roko Belic (8 settembre 1971) è un regista cinematografico, produttore cinematografico, attore e direttore della fotografia statunitense.
Il suo debutto alla regia, Genghis Blues (1999) fu candidato per un Premio Oscar per il miglior documentario. Belic si è diplomato nel 1989 alla Evanston Township High School di Evanston (Illinois) e laureato alla Università della California, Santa Barbara.

## Filmografia

### Regista
- Genghis Blues (1999)
- Happy (2011)
- The Batmobile (2012)
- Trust me (2020)

### Produttore
- Genghis Blues (1999) (produttore esecutivo) (produttore)
- Homecoming (2004) (produttore)
- Beyond the Call (2006) (co-produttore)
- Indestructible (2007) (co-produttore)

### Attore
- Totally Fucked Up (1993)
- Fame Whore (1997)